# Lisa Jacob
	Lisa Rae Jacob (13 mei 1974) is een Amerikaanse zwemster. 

## Carrière
Jacob won tijdens de Olympische Zomerspelen van 1996 in eigen land de gouden medaille op de 4×100m en de 4×200m vrije slag. Jacob kwam alleen in actie in de series.

## Internationale toernooien
| Jaar | Olympische Spelen                                                                               | Pan-Amerikaanse Spelen                                                    |
| ---- | ----------------------------------------------------------------------------------------------- | ------------------------------------------------------------------------- |
| 1991 |                                                                                                 | 200m vrije slag · 800m vrije slag · 4×100m vrije slag · 4×200m vrije slag |
| 1992 |                                                                                                 |                                                                           |
| 1993 |                                                                                                 |                                                                           |
| 1994 |                                                                                                 |                                                                           |
| 1995 |                                                                                                 |                                                                           |
| 1996 | 4×100m vrije slag · Jacob zwom enkel de series · 4×200m vrije slag · Jacob zwom enkel de series |                                                                           |